# Nicolae Nica
Nicolae Nica (n. 1917, în satul Chilia,  Făgețelu, Olt,  d. 8 iulie 2014) a fost un artist popular român.

## Date biografice
Nicolae Nica s-a născut în anul 1917, în satul Chilia, com. Făgețelu, jud. Olt. Binecunoscut în țară și străinatate, Nicolae Nica, este un veritabil artist popular . Sculptor, de excepție, Nicolae Nica, este, înainte de toate, creatorul unuia dintre cele mai frumoase și interesante muzee țarănești din România - Muzeul Sătesc Chilia-Făgețelu. O viață de om, închinată, la propriu și la figurat, acestui deziderat. Muzeul este amenajat, după toate normele etnografice, în satul Chilia, adăpostit de incinta unei foste școli generale, dezafectate, pe drumul național Pitești-Drăgășani.